# Colorno

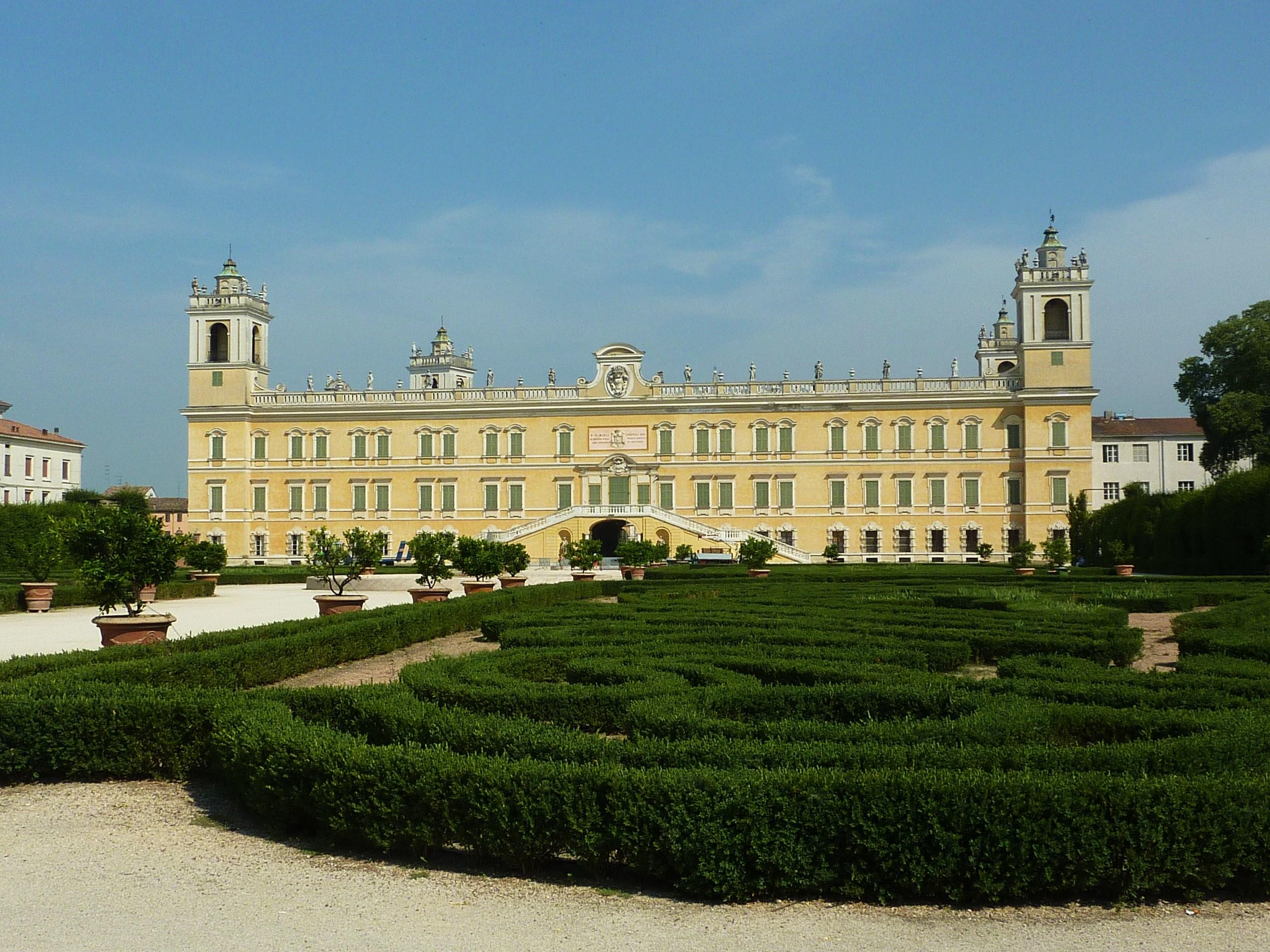
Reggia di Colorno

Colorno is een gemeente in de Italiaanse provincie Parma (regio Emilia-Romagna) en telt 8593 inwoners (31-12-2004). De oppervlakte bedraagt 48,7 km², de bevolkingsdichtheid is 165 inwoners per km².
De volgende frazioni maken deel uit van de gemeente: Argine, Ca'Basse, Cadassa, Casello, Chiesa, Copernio, Corte e Parrocchia, Mezzano Rondani, Osteria, Sacca, Sanguigna, Stazione, Trai, Vedole.

## Demografie
Colorno telt ongeveer 3527 huishoudens. Het aantal inwoners steeg in de periode 1991-2001 met 6,4% volgens cijfers uit de tienjaarlijkse volkstellingen van ISTAT.
| Jaar | Inwoneraantal |
| ---- | ------------- |
| 1991 | 7492          |
| 2001 | 7971          |

## Geografie
Colorno grenst aan de volgende gemeenten: Casalmaggiore (CR), Gussola (CR), Martignana di Po (CR), Mezzani, Sissa Trecasali, Torrile.